# 2005 en Bretagne
 Chronologie de la Bretagne
- 2001
- 2002
- 2003
- 2004
- 2005
- 2006
- 2007
- 2008
- 2009

Cette page recense des événements qui se sont produits durant l'année 2005 en Bretagne.

## Société

### Décès

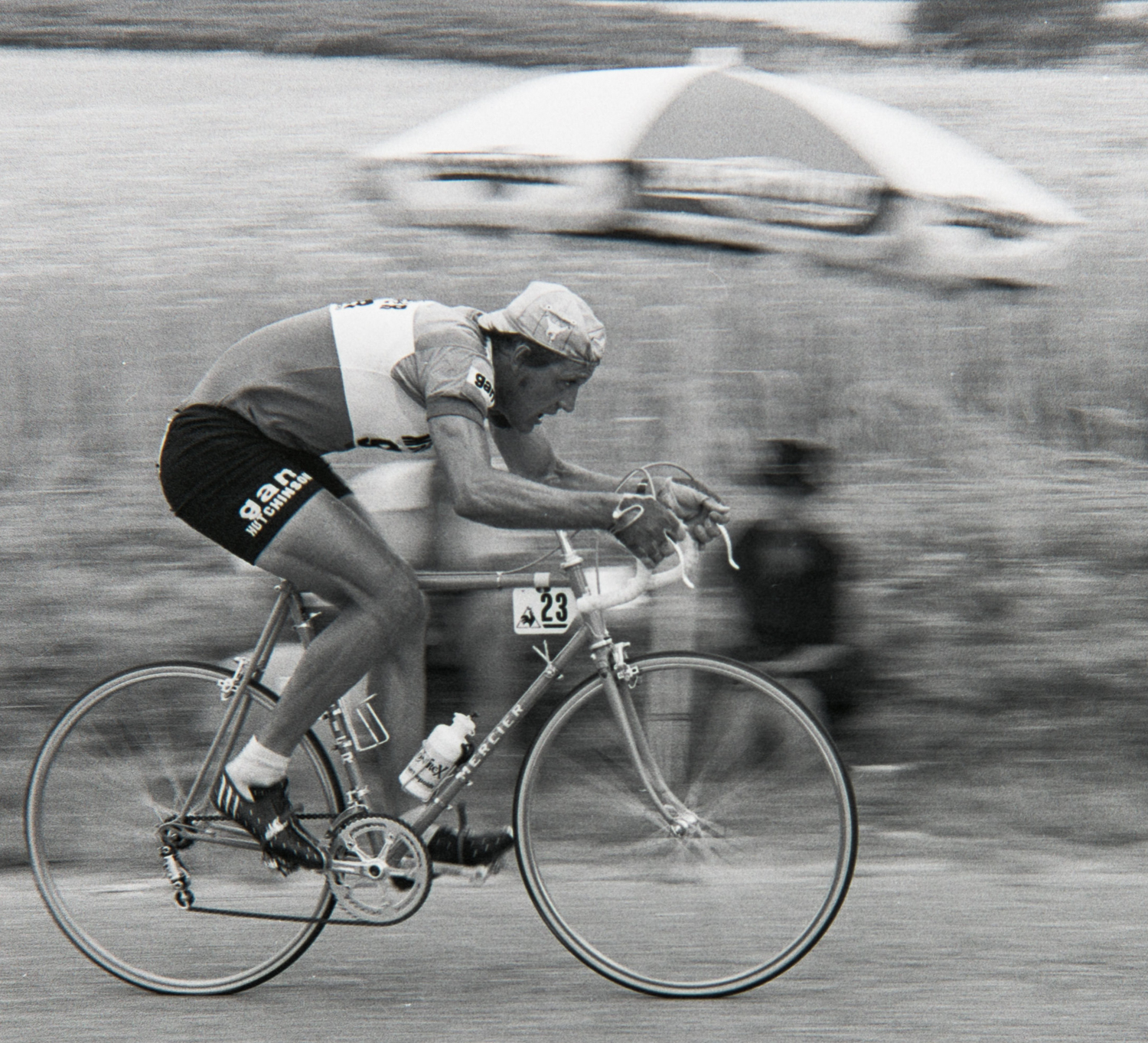
Jean-Pierre Genet - Tour de France 1976

- 16 mars à Loctudy : Jean-Pierre Genet (né le 24 octobre 1940 à Brest), coureur cycliste français.